# Marble Place
Marble Place – obszar niemunicypalny w Mendocino County, w Kalifornii (Stany Zjednoczone), na wysokości 461 m.